# Esthemopsis clonia
Esthemopsis clonia is een vlindersoort uit de familie van de prachtvlinders (Riodinidae), onderfamilie Riodininae.
Esthemopsis clonia werd in 1865 beschreven door C. & R. Felder.